# لوغان هاي
لوغان هاي (بالإنجليزية: Logan Hay)‏ هو محامي أمريكي، ولد في 1871، وتوفي في 1942.